# Nicolas Joseph Marie Le Gall
Nicolas Joseph Marie Le Gall de Kerinou (1787 — 1860) foi um juiz e botânico e francês.

## Biografia
Foi juiz em  Lorient (Morbihan, França), e posteriormente no tribunal de recursos de  Rennes, (Ille-et-Vilaine).
Como botânico, publicou obras consagradas sobre a flora bretã.
Seu nome está associado a uma espécie de junco  ( Ulex gallii Planchon, 1849 ) conhecido como "junco de Le Gall".
Foi ele quem, primeiro,  diferenciou esta nova espécie do  "junco da Provença" (  Ulex parviflorus  ), chamado nessa época de  Ulex provincialis . Descreveu a nova espécie na sua  obra Flore du Morbihan, redigida em 1849, porém tardiamente. Planchon já havia descrito  a espécie três anos antes da publicação da sua obra, dedicando-lhe mesmo assim o nome científico da nova espécie.

## Obras
- Application de la méthode naturelle aux plantes composant la flore du département des Côtes du Nord - Prudhomme, Saint Brieuc, 1836 (111 pp.)
- Flore du Morbihan - J.M. Galles, Vannes, 1852 (840 pp.)